# 圣雅克角省
圣雅克角省（法語：Province du Cap Saint Jacques），越南汉字译作蛤撑撲省、袷撑觕省、蛤甥覺省，是法属交趾支那下辖的一个省。

## 历史
1929年4月30日，法属印度支那总督颁布法令，以圣雅克角行政代理座管辖的头顿总胜一社、胜二社、胜三社3社和巴地省隆山社在头顿地区设立圣雅克角省。人口8100人。1934年12月28日，撤销圣雅克角省，降格为巴地省的圣雅克角市。
1947年3月再次成立圣雅克角省，越南语称头顿省。包括嘉定省芹蒢县。1952年撤销该省，降级为市。